# Otto van Drakenstein
Professor Otto van Drakenstein is de geleerde (oud)oom van Donald Duck en diens oomzeggers Kwik, Kwek en Kwak.

## Achtergrond
De tekenaar Don Rosa kreeg van diens uitgever geen toestemming om de naam van Otto van Drakenstein in de Duck-stamboom te plaatsen, zodoende is de exacte relatie met Dagobert Duck en Donald Duck niet duidelijk. Volgens Rosa is Van Drakenstein ooit getrouwd geweest met een zuster van Dagobert Duck, maar dit is nergens officieel terug te vinden. Zijn Amerikaanse naam Ludwig von Drake is afgeleid van de Oostenrijkse econoom en filosoof Ludwig von Mises. Zijn Nederlandse naam, die tegenwoordig vaak als Drakestein wordt gespeld, is door een toenmalige redacteur van de Donald Duck bedacht en overgenomen van kasteel Drakensteyn, waar in die tijd prinses Beatrix en prins Claus gingen wonen.

## Personage
Otto van Drakenstein werd geboren in Wenen in Oostenrijk. Hij is geïnteresseerd in diverse wetenschappen en heeft daar dan ook diploma's voor. Hij emigreerde naar Amerika en trouwde daar met Doortje Duck, een van de zussen van Dagobert Duck. Na haar dood leefde hij verder als vrijgezel. Deze lezing van het verhaal, bedacht door tekenaar Don Rosa, is niet officieel erkend en Van Drakenstein mocht van Rosa's uitgever geen onderdeel zijn van de door Rosa uitgewerkte Duck-stamboom. De dood gewaande zus van Dagobert duikt overigens later weer springlevend op in het stripverhaal Een brief van thuis, waarin ze de beheerster is van het McDuck-kasteel in Groot-Brittannië. Dit verhaal is geschreven door Don Rosa en in het Nederlands geplaatst in Donald Duck Extra nr. 7,5 uit 2005.

## Tekenfilmfiguur
Otto van Drakenstein komt voor het eerst in 1961 voor als presentator in de tekenfilm An Adventure in Color/Mathmagicland. Zijn stem werd vertolkt door de Amerikaanse stemacteur Paul Frees. Hij heeft ook meegespeeld in enkele andere tekenfilmseries zoals DuckTales en Mickey's Club, in deze series werd hij Ludwig von Drakenstein genoemd.

## Stripfiguur
Otto van Drakenstein kwam voornamelijk in de jaren zestig voor in het weekblad Donald Duck. In 1962 is hij al te zien in een verhaal van Goofy, waar hij op de verjaardag van Kareltje verschijnt, zijn naam wordt echter niet genoemd. In 1963 werd hij officieel in Donald Duck nr.4 geïntroduceerd in een verhaal van tekenaar Tony Strobl. In de jaren negentig worden enkele verhalen van diezelfde tekenaar waarin Otto van Drakenstein een rol speelt geherpubliceerd, maar dan is zijn hoofd en kledij "weggegumd" en neemt Donald Duck of Willie Wortel zijn plaats in.
Hij kwam één keer in een door Carl Barks vervaardigde eenpaginastrip ten tonele, die in Donald Duck 47 uit 1975 op de achterpagina werd afgedrukt.
In Donald Duck 39 uit 2009 is Otto te zien in een aflevering van 'Uit het handboek van de Jonge Woudlopers' en in Donald Duck 49 uit 2010 is hij te zien in een aflevering van 'Mickey lost het op'.

Ook komt hij voor in de dagstroken uit 1961 van striptekenaar Al Taliaferro, waar hij bij Donald Duck logeert. Deze strips zijn te lezen in de Donald Duck scheurkalenders van 2010 en 2011.

In de Donald Duck pockets verschijnt Otto van Drakenstein nog wel geregeld in de strips.

## Buitenlandse namen
Otto van Drakenstein heet in andere talen:
- Deens: Raptus Von And
- Duits: Primus von Quack
- Engels: Ludwig von Drake
- Fins: Taavi Ankka
- Frans: Donald Dingue
- Italiaans: Pico de Paperis
- Noors: Raptus von Rupp
- Portugees: Professor Ludovico
- Spaans: Ludwing Von Pato
- Zweeds: Ludwig von Anka

## Stem
De Amerikaanse stem van Paul Frees deed van 1961 tot 1986 de stem van Otto. Walker Edmiston in 1985 waarna Albert Ash hem in 1987 opvolgde. Corey Burton doet de stem van Otto sinds 1987 tot heden.
De Nederlandse stem van Otto von Drakenstein is Reinder van der Naalt, voorheen was dit ook weleens Olaf Wijnants, bij zijn verschijning in DuckTales werd zijn stem verzorgd door Con Meijer.